# Барай
Барай (на кхмерски: បារាយណ៍) е изкуствен воден обект, открит резервоар, който е често срещан елемент от градоустройствения и архитектурен стил на Кхмерската империя в Югоизточна Азия.
Най-големите бараи са Източен барай (с размери 7,5 на 1,8 км) и Западен барай (7,8 на 2,1 км) в района на историческия район Ангкор. Всеки от тях има правоъгълна форма, и ориентиран по дължина изток-запад, имат дълбочина около 3 м, и задържат всеки един по над 50 милиона кубически метра вода.

## Изследвания
Историците са разделени по смисъла и функциите на съоръжението. Според някои, тъй като са разположени около религиозни центрове, те имат духовно предназначение и символизират Морето на Сътворението около планината планината Меру, където живеят боговете. Страните на бараите са ориентирани в основните небесни посоки. Това е индикатор, че те подобно на кхмерските храмове са свързани и с космологични идеи. Според други изследователи те задържат вода от дъждовния период за напояване на нивите през сухия период. Възможно е функцията им да е била комплексна.
През 2007 г. международна група учени потвърждава хипотезата, че Ангкор е огромен „хидравличен град“, град, който функционира въз основа на сложна напоителна и дренажна система. Отвъд градските стени на Ангкор е изградена огромна конгломерация от земеделска земя и селища, разпростираща се на поне 1000 км², която е била десет пъти по-голяма от най-големите центрове на древния свят.
Режимът на работа на барая е прост: запълване с дъждовна или речна вода по време на мусонните месеци, което е характерно за климата на Югоизточна Азия, после в зависимост от естествения наклон на сушата водата се разпределя чрез система от първични и вторични канали.
От селскостопанска гледна точка бараите са използвани за отглеждането на ориз, като от тях тръгват многобройни изходящи канали за довеждане на водата. През вековете обаче възникват проблеми с излужване на почвата и ерозия, запълване с наноси, пренаселване, податливост на природни бедствия и войни, които водят до западане на поддръжката на системата, и до упадъка на кралството.